# Lesedi Local Municipality
Lesedi (englisch Lesedi Local Municipality) ist eine Lokalgemeinde im Distrikt Sedibeng der südafrikanischen Provinz Gauteng. Der Sitz der Gemeindeverwaltung befindet sich in Heidelberg. Lerato F. Maloka ist die Bürgermeisterin.

## Städte und Orte
- Devon
- Heidelberg
- Vischkuil

## Bevölkerung
Im Jahr 2011 hatte die Gemeinde 99.520 Einwohner in 29.668 Haushalten auf einer Gesamtfläche von 1484,39 km². Davon waren 77,3 % schwarz, 19,7 % weiß, 1,3 % Inder bzw. Asiaten und 1,2 % Coloured. Erstsprache war zu 39,6 % isiZulu, zu 21,3 % Sesotho, zu 18,9 % Afrikaans, zu 4,9 % Englisch, zu 3,7 % isiXhosa, zu 2,4 % isiNdebele, zu 1,3 % Sepedi, zu 1,1 % Setswana, zu 1 % Xitsonga, zu 0,5 % Siswati und zu 1,4 % eine andere Sprache.